# Réveil dans la terreur
Pour plus de détails, voir Fiche technique et Distribution.
Réveil dans la terreur ou Savane (Wake in Fright ou Outback) est un film britannico-américano-australien réalisé par Ted Kotcheff, sorti en 1971.
Le film est présenté au Festival de Cannes 1971 et sort dans les salles la même année. Au Royaume-Uni, il sort sous le nom de Outback. Il est publié en vidéo en France sous le titre d'exploitation Savane en 1983. Le film est porté disparu pendant des années avant que des négatifs soient redécouverts à Pittsburgh en 2002,. Il est de nouveau projeté au festival de Cannes en 2009. Le film bénéficie d'une ressortie en France le 3 décembre 2014.

## Synopsis
Un instituteur, John Grant, dans un petit village de l'outback australien en partance en vacances de Noël pour Sydney fait escale dans une ville minière. Il y découvre un enfer.

## Fiche technique
- Titre original : Wake in Fright
- Titre français : Réveil dans la terreur
- Réalisation : Ted Kotcheff
- Scénario : Evan Jones d'après le livre Cinq matins de trop (Wake in Fright) de Kenneth Cook
- Photographie : Brian West
- Musique : John Scott
- Pays d'origine :  États-Unis,  Australie,  Royaume-Uni
- Langue : anglais
- Format : Couleurs - 1,85:1 - Mono
- Genre : drame
- Durée : 114 minutes
- Dates de sortie :
  - France : 12 mai 1971 (Festival de Cannes 1971)
  - Australie : 9 octobre 1971

## Distribution
- Gary Bond : John Grant
- Donald Pleasence : Doc Tydon
- Chips Rafferty : Jock Crawford
- Sylvia Kay : Janette Hynes
- Jack Thompson : Dick
- Peter Whittle : Joe
- Al Thomas : Tim Hynes
- John Meillon : Charlie
- John Armstrong : Atkins

## Production

### Genèse et développement
Le film est l'adaptation du livre Cinq matins de trop (Wake in Fright) de Kenneth Cook.

### Tournage
Le film a été tourné à Broken Hill.

## Accueil critique
Les critiques suivantes ont été publiées à l'occasion de la ressortie du film en version restaurée en 2014.
Pour Jérémie Couston de Télérama, Réveil dans la terreur est « à la frontière du documentaire ethnographique et du film d'exploitation crado comme on savait en trousser dans les années 1970, c'est l'histoire d'un cauchemar éveillé. [...] (c'est) une œuvre inclassable, ultraréaliste et onirique, entre Tennessee Williams et Wes Craven). ».
Pour Romain Blondeau des Inrockuptibles, Réveil dans la terreur « est un petit film australien à la frontière du documentaire ethnographique et de la fiction la plus hallucinée, sublime vestige underground des années 70 qui a failli disparaître à jamais. [...] (Il) est pourtant l'un des actes fondateurs du cinéma moderne australien, l'initiateur d'une nouvelle génération de cinéastes aventuriers qui compta dans ses rangs Peter Weir ou George Miller. ».